# Ramsbergs socken
Ramsbergs socken i Västmanland ingick i Lindes och Ramsbergs bergslag, ingår sedan 1971 i Lindesbergs kommun i Örebro län och motsvarar från 2016 Ramsbergs  distrikt.
Socknens areal är 510,37 kvadratkilometer, varav 468,07 land. År 2000 fanns här 1 758 invånare. Tätorten Stråssa samt tätorten och kyrkbyn Ramsberg med sockenkyrkan Ramsbergs kyrka ligger i socknen. 

## Administrativ historik
Ramsbergs socken bildades 1589 genom en utbrytning ur Linde socken och Fellingsbro socken. 1900 överfördes Gäddtjärn till Skinnskattebergs socken samtidigt som byarna i socknen: Allmänningsbo, Glivsån, Gräsberget och Torskbäcken övergick från Västmanlands län till Örebro län.
Vid kommunreformen 1862 övergick socknens ansvar för de kyrkliga frågorna till Ramsbergs församling och för de borgerliga frågorna till Ramsbergs landskommun. Landskommunen uppgick 1971 i Lindesbergs kommun. Församlingen uppgick 2010 i Linde bergslags församling. 1963 överfördes ett område kring Malingsbo-Kloten med 3 invånare och en areal på 2,01 kvadratkilometer från Malingsbo socken i Dalarna till Ramsbergs socken där området samtidigt bytte länstillhörighet.
1 januari 2016 inrättades distriktet Ramsberg, med samma omfattning som församlingen hade 1999/2000.
Socknen har tillhört fögderier, tingslag och domsagor enligt vad som beskrivs i artikeln Lindes och Ramsbergs bergslag.  De indelta soldaterna tillhörde Västmanlands regemente, Kungsörs kompani och Livregementets husarkår, Livskvadronen och Örebro skvadron.

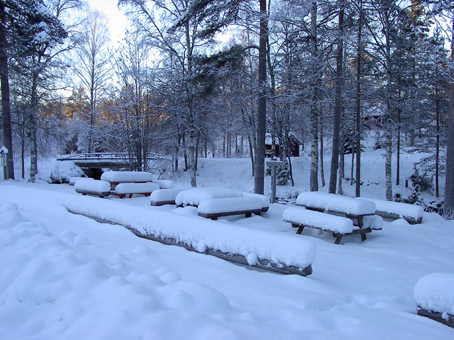
Malingsbo-Klotenområdet vintertid.

## Geografi
Ramsbergs socken ligger kring Sverkestaån, Hedströmmen och sjöarna Stora Kloten, Norrmogen och Sörmogen. Socknen är en sjörik kuperad bergslagsbygd med höjder som i norr når 354 meter över havet.
I den norra delen av socknen ligger Malingsbo-Klotens naturreservat. Orten i socknen är Stråssa, Löa, Kloten, Gammelbo, Allmänningbo, Grimsö, Morskoga och delar av Grönbo.
Behandlingshemmet Granhult i Gammelbo har en särskild flickavdelning på Liljendal där familjen Elsa och Natanael Beskow bodde ett drygt år. Elsa skrev sedan Tomtebobarnen med utgångspunkt från naturupplevelserna på Liljendal. 

## Historia
Bygden är gammal och fornfynd visar att den var befolkad redan under yngre stenåldern. Tidigt 1500-tal var trakten runt Ramsberg ren ödemark och i övrigt fanns bara några små torp eller nästen. År 1540 fanns det i Ramsbergstrakten cirka 30 hushåll, vilket ungefär motsvarade ca 200 personer.
Den mera kända bebyggelsen började dock först omkring 1550 då den av Gustav Vasa införskrivne tyske hammarsmeden och sedermera nämndemannen Ambrosius Markusson Keyser tillsammans med landsmännen Zeppenfeld byggde en hytta och stångjärnshammare vid sjön Ramen. Kring denna hytta, Ramshyttan, växte den första tätbebyggelsen upp. Vid ungefär samma tid omnämns även Nederhyttan, Överhyttan (Kårberg, dvs. nuvarande Stråssa), Ösarhyttan och Ristahyttan (Restahyttan).
Det var långt till kyrkorna i Fellingsbro och Lindsås. Därför förordnade redan Gustav Vasa om ett eget prästegäll. Det stadfästes av Johan III den 19 juli 1589, samma år som den första träkyrkan byggdes, och därmed bildades Ramsbergs socken. Till Ramsberg hänfördes hyttorna och byarna Östra och Västra Löa och Nedre hyttan på Kårberget, dit även Håkansboda räknades samt Resta och Ösarhyttan.

## Namnet
Namnet (1540 Rampnszberg) kommer från kyrkbyn: Namnet kan ursprungligt varit Ramns[hytto]bergh och då innehållit mansnamnet Ramm, hytta och berg, 'bergslag'. Alternativt kan namnet varit Ramsberg med förleden ramn, 'korp' eller mansnamnet Ramm som förled med samma betydelse (korp).
Namnet var före 1607 Ramshytte socken.

## Befolkningsutveckling
| Befolkningsutvecklingen i Ramsbergs socken 1810–1990                                                    | Befolkningsutvecklingen i Ramsbergs socken 1810–1990 | Befolkningsutvecklingen i Ramsbergs socken 1810–1990 | Befolkningsutvecklingen i Ramsbergs socken 1810–1990 | Befolkningsutvecklingen i Ramsbergs socken 1810–1990 |
| --- | ---------------------------------------------------- | ---------------------------------------------------- | ---------------------------------------------------- | ---------------------------------------------------- |
| |                                                      |                                                      |                                                      |                                                      |
| År |                                                      |                                                      | Folkmängd                                            |                                                      |
| 1810 | 1810                                                 |                                                      | 2 713                                                |                                                      |
| 1820 | 1820                                                 |                                                      | 2 998                                                |                                                      |
| 1830 | 1830                                                 |                                                      | 3 348                                                |                                                      |
| 1840 | 1840                                                 |                                                      | 3 507                                                |                                                      |
| 1850 | 1850                                                 |                                                      | 4 021                                                |                                                      |
| 1860 | 1860                                                 |                                                      | 4 423                                                |                                                      |
| 1870 | 1870                                                 |                                                      | 4 770                                                |                                                      |
| 1880 | 1880                                                 |                                                      | 5 174                                                |                                                      |
| 1890 | 1890                                                 |                                                      | 4 549                                                |                                                      |
| 1900 | 1900                                                 |                                                      | 4 012                                                |                                                      |
| 1910 | 1910                                                 |                                                      | 4 145                                                |                                                      |
| 1920 | 1920                                                 |                                                      | 4 504                                                |                                                      |
| 1930 | 1930                                                 |                                                      | 3 688                                                |                                                      |
| 1940 | 1940                                                 |                                                      | 3 111                                                |                                                      |
| 1950 | 1950                                                 |                                                      | 2 967                                                |                                                      |
| 1960 | 1960                                                 |                                                      | 3 123                                                |                                                      |
| 1970 | 1970                                                 |                                                      | 2 394                                                |                                                      |
| 1980 | 1980                                                 |                                                      | 2 060                                                |                                                      |
| 1990 | 1990                                                 |                                                      | 1 898                                                |                                                      |
| Anm: Källor: Umeå universitet - Tabellverket 1749-1859, Demografiska databasen, CEDAR, Umeå universitet |                                                      |                                                      |                                                      |                                                      |

## Kända personer från bygden
- Elsa Beskow - författare och illustratör
- Natanael Beskow - teolog, konstnär, pedagog, psalmförfattare och socialarbetare
- Elias Hane - psalmförfattare
- Släkten Heijkenskjöld - gods och gruvägare på Gammelbo
- Lasse-Maja - stortjuv
- Daniel Tilas - "Bergsbrukets Linné" född på Gammelbo
- Horn af Åminne - godsägare på Gammelbo
- Chris Kläfford - sångare